# Stefan Larsson (ishockeyspelare)
Roger Stefan Larsson, född 14 juni 1965 i Norrbärke församling i Dalarna, är en svensk före detta ishockeyspelare.
Larsson spelade i Frölunda HC och Leksands IF under sin karriär, han kom ursprungligen från Tyringe SoSS. Hans tröja nummer 29 är upphängd i Scandinavium. Han arbetar numera (2018) på marknadsavdelningen hos Frölunda. Han var med i Tre Kronor i VM 1993 då laget vann silvermedaljer i turneringen. Han har även en systerson, Oliver Wictorsson från Tyringe, som spelat seniorhockey i Tyringe SoSS.